# Paralcis lituata
Paralcis lituata là một loài bướm đêm trong họ Geometridae.